# 紀元前26世紀
紀元前26世紀（きげんぜんにじゅろくせいき）は、西暦による紀元前2600年から紀元前2501年までの100年間を指す世紀。

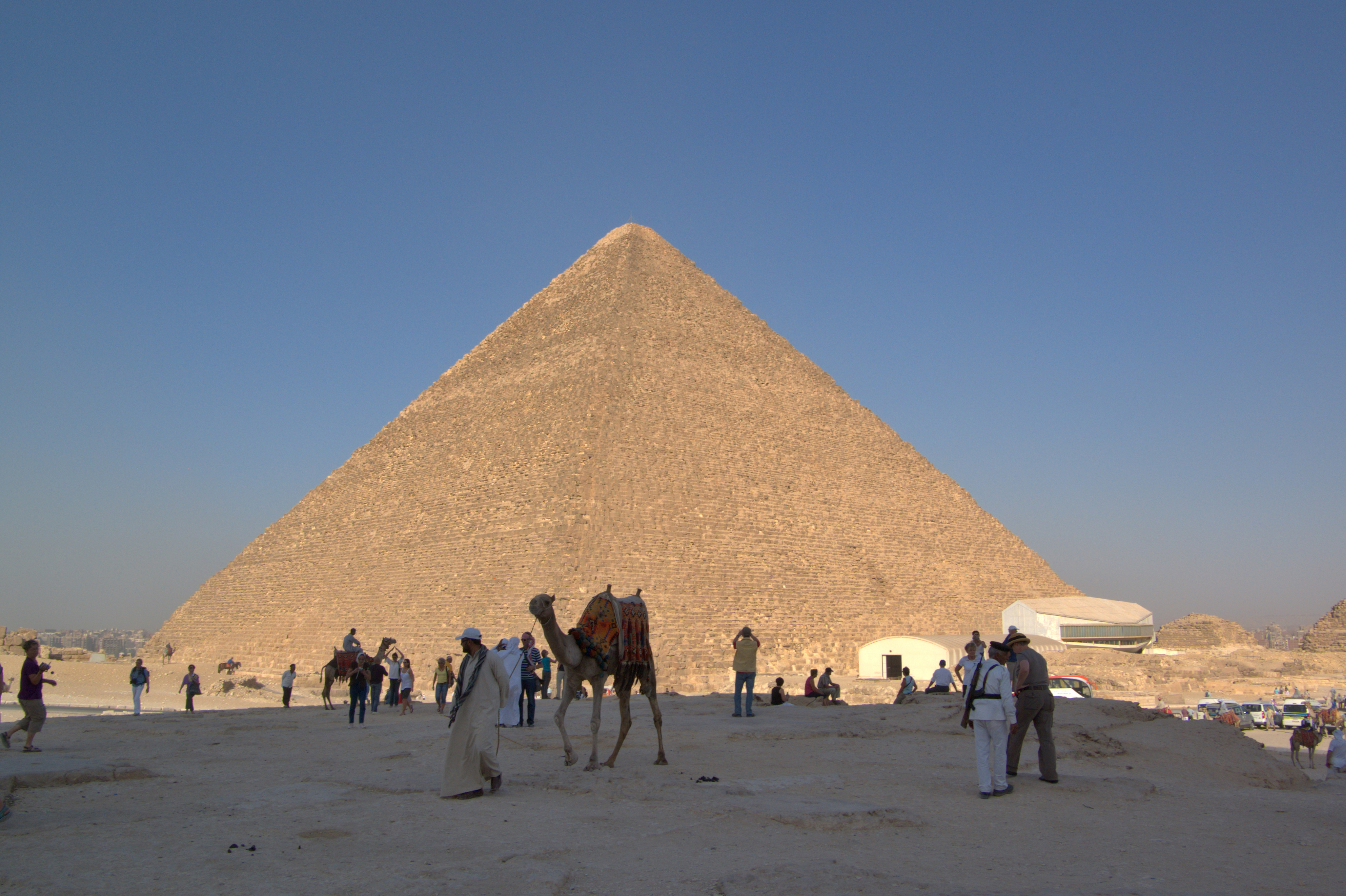
ギザの大ピラミッド。エジプト古王国時代の建造技術の頂点を示すもので、ファラオの絶大な権力の表れと見ることができる。画像は三大ピラミッドの一つ、クフ王のピラミッド。

ウルのスタンダード。

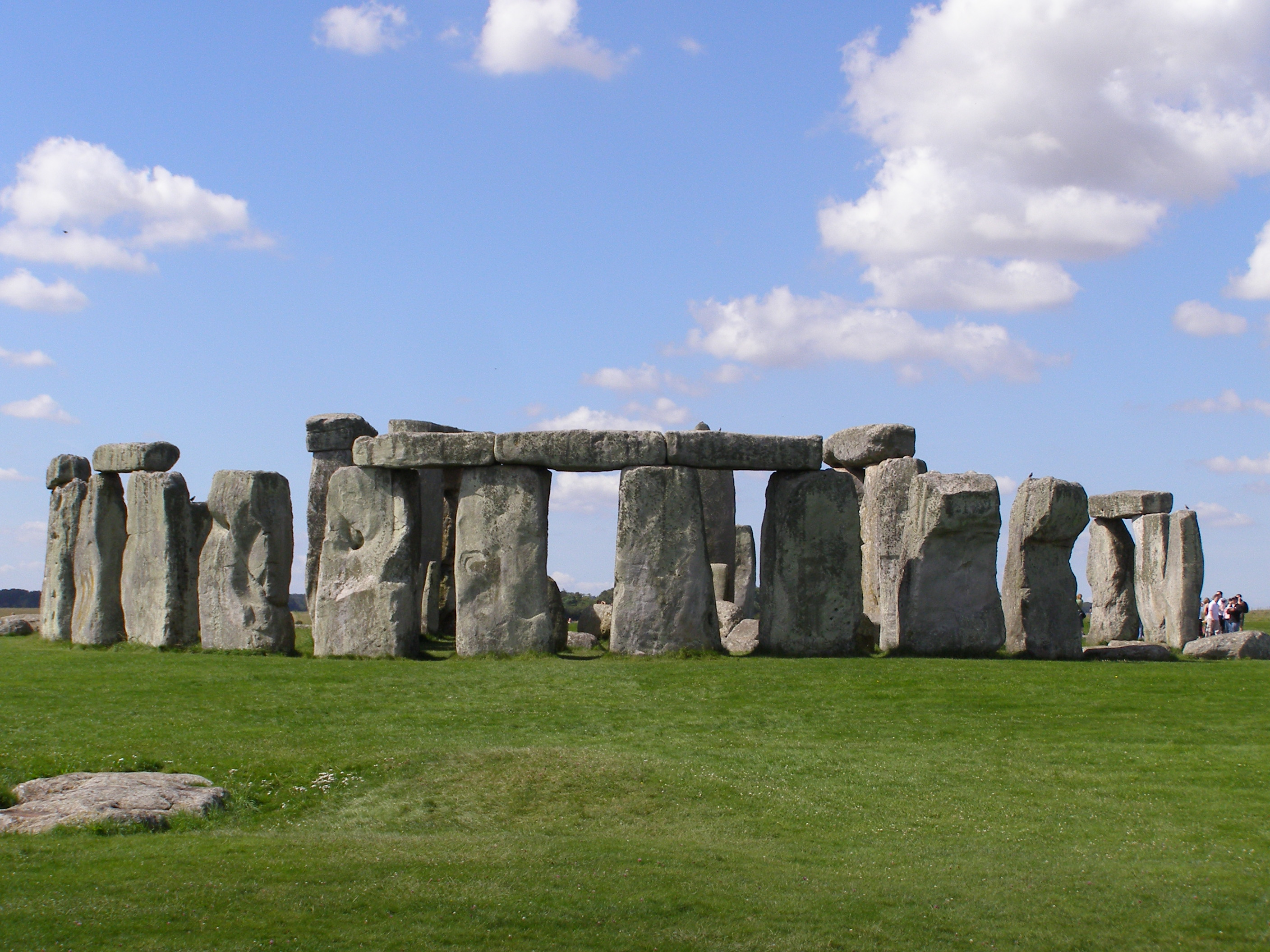
ストーンヘンジ。

## 出来事
- 紀元前2600-2500年頃
  - デンマークでは野生の馬の狩猟が行われていた。
  - グ・エディン・ナ（英語版）をめぐりラガシュとウンマの間の戦争が続いた。
  - イギリス南部ソールズベリー近郊のストーンヘンジ建設の第３期。
    - ストーンヘンジ中央部の巨石ブルーストーンが建てられたと考えられている。
- 紀元前2600-2400年頃
  - シュメール人のウルの王墓（英語版）が多数作られる。
    - 王妃プアビ（英語版）の墓には金の宝飾品を身に着けた侍女たちが多数殉葬されていた。
    - 「ウルのスタンダード（大英博物館蔵）」や「牡山羊の像（大英博物館蔵）」が副葬品として作られる。

  - テル・アル・ウバイドの銅製リンテル（まぐさ）（英語版）（大英博物館蔵）が作られる。
- 紀元前2600-2350年頃 - エジプトのサッカラ出土の「書記坐像（英語版）(ルーヴル美術館蔵)」が作られる。

### 紀元前2600年代
- 紀元前2600年頃
  - インダス文明統合期（ハラッパーIIIA期）。
  - クレタ島のミノア文明は前宮殿時代（土器編年EMII)。
    - ミルトスのフルヌウ・コリフィ遺跡はこの時代のもの（ - 紀元前2200年頃）。

  - ヨーロッパ各地に鐘状ビーカー文化が広がる。

### 紀元前2580年代
- 紀元前2589年頃 - エジプトでクフの治世が始まった。

### 紀元前2570年代
- 紀元前2578年頃 - クフが死去した。
- 紀元前2575年頃 - スネフェルがエジプト第4王朝を興した。
- 紀元前2570年頃 - カフラーが治世を始めた。

### 紀元前2560年代
- 紀元前2566年頃 - クフが死去した。

### 紀元前2550年代
- 紀元前2558年頃 - カフラーが治世を始めた。
- 紀元前2550年頃
  - ギザの大ピラミッドが完成した。
  - エジプト西部の砂漠のオアシスの開発が進められた。
  - メスアンネパダがウルクを倒してウル第1王朝を築いた。

### 紀元前2540年代
- 紀元前2544年頃 - カフラーが死去した。

### 紀元前2530年代
- 紀元前2533年頃 - メンカウラーが治世を始めた。
- 紀元前2532年頃
  - カフラーが死去した。
  - メンカウラーが治世を始めた。

### 紀元前2510年代
- 紀元前2515年頃 - メンカウラーが死去した。
- 紀元前2510年 - 黄帝紀元では三皇の時代に代わり五帝の黄帝が即位したとされる。
  - 伝承では阪泉の戦いで炎帝に、涿鹿の戦いで蚩尤に勝って天子に推戴されたという。

### 紀元前2500年代
- 紀元前2503年頃 - メンカウラーが死去した。
  - この時期までに「メンカウラーとその后カメレルネブティ2世の像（ボストン美術館蔵）」が作られた。
- 紀元前2500年頃
  - エジプト王シェプスセスカフが自らの墳墓としてサッカラに「マスタバ・ファラウン（英語版）」（「ファラオのベンチ」）を建設。

## 主な人物
- 紀元前2601-2578年頃 - クフ（エジプト第4王朝ファラオ）
- 紀元前2599年 - フニ（エジプト第3王朝ファラオ）
- 紀元前2575年 - スネフェル（エジプト第4王朝ファラオ）
- 紀元前2528年 - ジェドエフラー（エジプト第4王朝ファラオ）
- 紀元前2520年 - カフラー（エジプト第4王朝ファラオ）

## 発明・発見
- 洞窟壁画 - ノルウェーのRødøy
- フタコブラクダとヒトコブラクダが家畜化された。